# 十二个

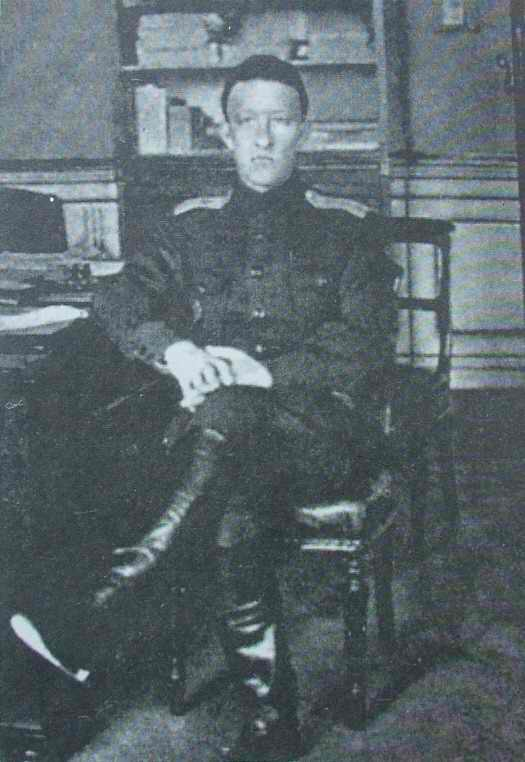
亚历山大·勃洛克，冬宫，1917年

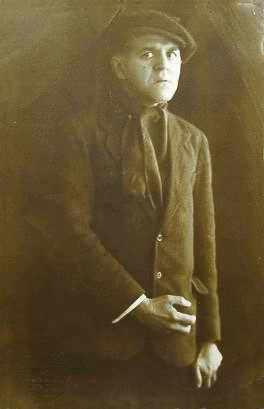
米哈伊尔·萨沃亚罗夫扮演罪犯的角色，明信片，1915年

《十二个》（羅馬化：Dvenádtsat）是亚历山大·勃洛克的一首有争议的长诗。这首诗写于1918年初，是1917年十月革命的第一批诗意的回应之一。

## 背景
这首诗描述了12名布尔什维克士兵（被比作十二使徒），武装通过彼得格勒的街道，一场猛烈的冬季暴风雪在他们周围肆虐。诗歌传达十二人的情绪波动，从对一切被认为资产阶级和反革命事物的无情打击，到严格的纪律和革命责任感。他们对逃兵使用暴力私刑，十二人之一（彼得）还杀死了一名卖淫者（被指控杀害一名警官），他似乎被这一事件异常震惊，后来他向他的战友们透露，他爱上了这个女人。然而，其他人提醒他，在这个革命时代，个人悲剧什么也不是。凶手重拾决心，继续行军。最具争议的是，在诗的最后一节写道，在暴风雪中，十二人队伍的前面，看见了耶稣基督的身影。
《十二个》的语言风格，迅速疏远了勃洛克和他的大批崇拜者。指控范围从骇人听闻的坏品味，到对布尔什维克新政权的奴性，以及背叛他以前的理想。另一方面，大多数布尔什维克蔑视勃洛克的神秘主义和禁欲主义，尤其是提到基督。
这首诗在社会革命党报纸《劳动旗帜》上发表（1918年3月3日）之后，几乎受到所有俄罗斯知识分子的攻击。许多勃洛克的前崇拜者、同事甚至朋友断绝了与他的关系。
学者维克托·什克洛夫斯基不太理解《十二个》，谴责它，因为每个人都习惯于认真对待布洛克。十二个，是犯罪革命者的彼得格勒的写照。什克洛夫斯基将其与普希金的《青铜骑士》相比，它有着全新的形象。他指出：《十二个》是一首讽刺性的作品。它写得甚至不押韵，是萨沃亚罗夫风格的街头巨怪。什克洛夫斯基谈到萨沃亚罗夫的歌曲是破烂流派，他在舞台上打扮得像一个罪犯。编舞家乔治·巴兰奇回忆说，萨沃亚罗夫唱着小偷的歌。 这种犯罪的气氛弥漫在《十二个》中1918年白雪皑皑的冬天，那个可怕的城市彼得格勒。亚历山大·勃洛克认为这首诗是他最好的作品。